# Xylostenus curtus
Xylostenus curtus là một loài tò vò trong họ Ichneumonidae.